# دونالد باترسون
دونالد باترسون هو سياسي كندي، ولد في 25 نوفمبر 1926 في ليمينغتون في كندا، وتوفي بنفس المكان في 11 يناير 1999. نشط حزبياً في الحزب الليبرالي في أونتاريو ‏. وقد انتخب عضو برلمان مقاطعة أونتاريو ‏.